# Doorner Arbeits-Gemeinschaft

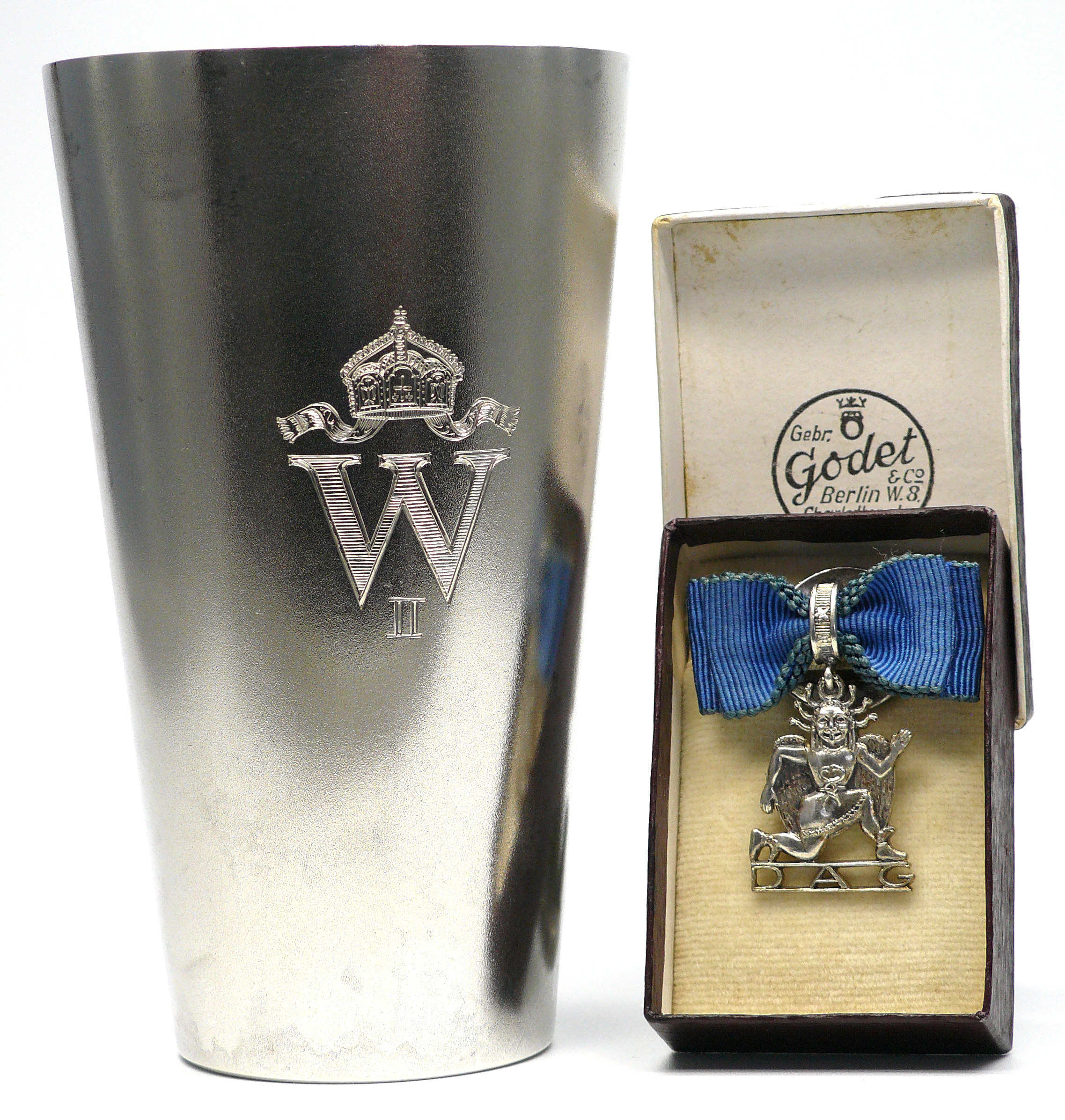
Gorgo-Abzeichen und Gorgo-Becher der Doorner Arbeitsgemeinschaft

Die Doorner Arbeits-Gemeinschaft, abgekürzt D.A.G., (auch: Doorner Arbeitskreis, Doorner Akademie) war eine Gruppe von Gelehrten, die während der Zwischenkriegszeit auf Initiative des ehemaligen deutschen Kaisers Wilhelm II. jährlich in seinem Exil in den Niederlanden, dem Haus Doorn, zusammenkam. Während der Treffen hielten die Mitglieder Vorträge über kulturhistorische Themen, insbesondere aus dem Mittelmeerraum und der Altorientalistik.

## Hintergrund
Im Mittelpunkt der Doorner Arbeitsgemeinschaft standen die Vorträge von Wilhelm und die Beiträge von Leo Frobenius. Wilhelm widmete sich während seines Exils intensiv der Archäologie, einem Interessensgebiet, dem er bereits seit seiner Jugend nachging. Ein weiteres Thema von besonderem Interesse war das Königtum (die Rolle des Herrschers) in der Antike.

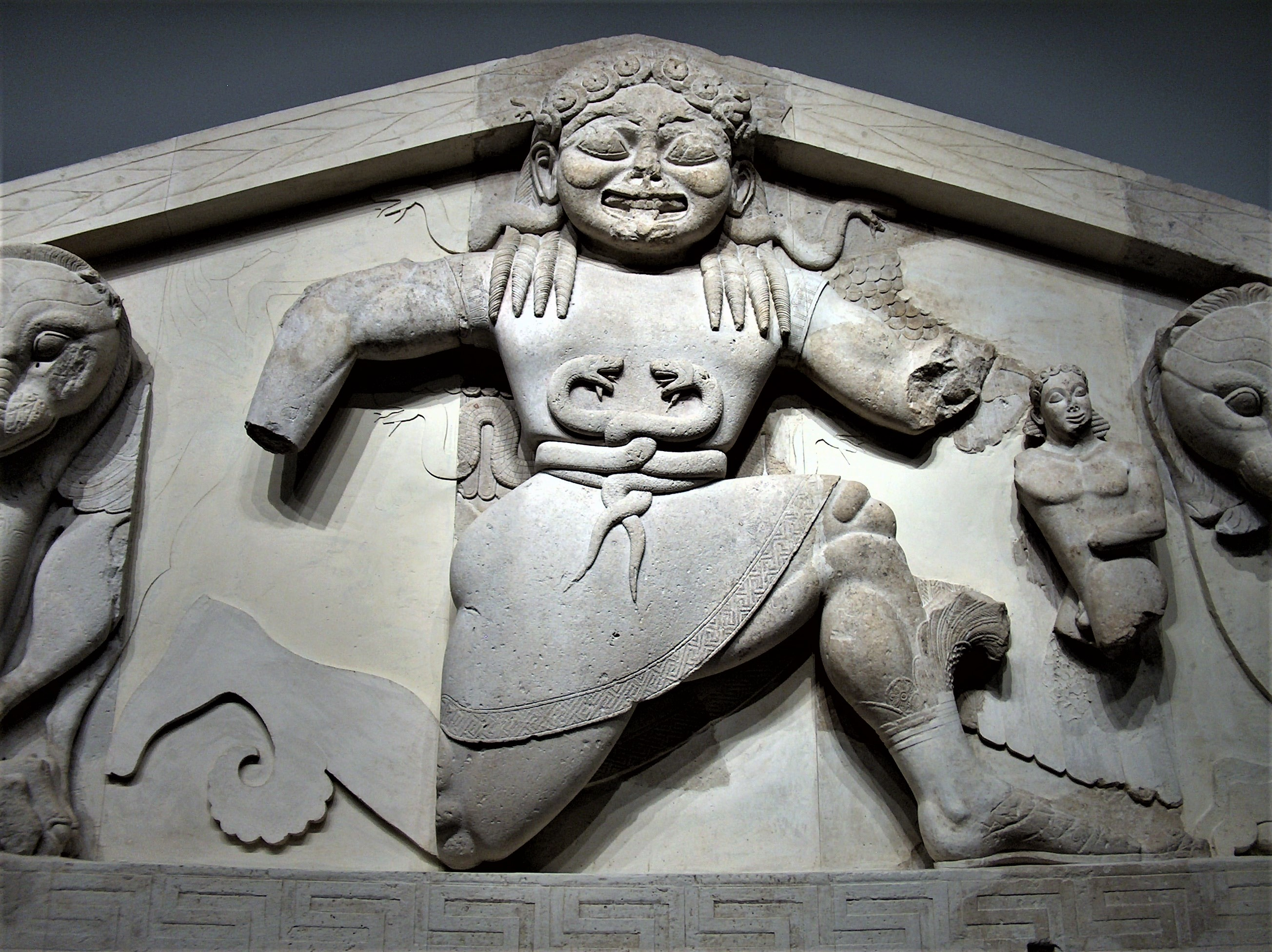
Die Gorgo auf dem Giebel des Archaischen Tempels der Artemis in Korfu.

Vor dem Ersten Weltkrieg hatte Wilhelm Ausgrabungen auf Korfu durchführen lassen, wo er ein Sommerpalais besaß. Das Gorgo-Relief, das bei diesen Ausgrabungen unter der Leitung von Wilhelm Dörpfeld gefunden wurde, wurde zum Symbol der D.A.G. Wilhelm II. ließ für jedes Mitglied ein Abzeichen und einen silbernen Becher anfertigen, auf denen Gorgo abgebildet war. Ferner wurden zusätzlich aus Anlass der 12½-jährigen Jubiläumstagung weitere Becher verschenkt.

## Mitglieder
Zu den Mitgliedern der D.A.G. gehörten neben Wilhelm:
- Franz Altheim (deutscher Althistoriker, 1898–1976)
- Franz de Liagre Böhl (osterreichisch-niederländischer Assyriologe, 1882–1976)
- Wilhelm Dörpfeld (deutscher Archäologe, 1853–1940)
- Leo Frobenius (deutscher Ethnologe, 1873–1938)
- Robert von Heine-Geldern (österreichischer Ethnologe und Archäologe, 1885–1968)
- Adolf Ellegard Jensen (deutscher Ethnologe, 1899–1965)
- Alfred Jeremias (deutscher Religionshistoriker und Altorientalist, 1864–1935)
- Julius Jordan (deutscher Archäologe, 1877–1945)
- Karl Kerényi (ungarischer Religionswissenschaftler, 1897–1973)
- Herman Lommel (deutscher Indo-Iranist und Religionswissenschaftler, 1885–1968)
- Hans Naumann (deutscher Mediävist und Volkskundler, 1886–1951)
- Walter F. Otto (deutscher Altphilologe, 1874–1958)
- Karl Reinhardt (deutscher Altphilologe, 1886–1958)
- Hans Rhotert (deutscher Ethnologe, 1900–1991)
- Friedrich Sarre (deutscher Kunsthistoriker und Orientarchäologe, 1865–1945)
- Detlof von Schwerin (deutscher Offizier, Hofmarschall des Wilhelms II. in Doorn, 1869–1940)
- Ulrich von Sell (deutscher Offizier, Flügeladjutant Wilhelms II., 1884–1945)
- Carl Wilhelm Vollgraff (niederländischer Althistoriker, 1876–1967)

Louis van Vuuren (niederländischer Sozialgeograph, 1873–1951) nahm mehrmals als Gast an D.A.G.-Versammlungen teil. Theodor Wiegand (deutscher Klassischer Archäologe, 1864–1936) und Georg Karo (deutscher Klassischer Archäologe, 1872–1963) sandten regelmäßig Informationen; als weitere Beteiligte wurden Eduard von der Heydt (deutsch-schweizerischer Kunstsammler) und Otto Mossdorf (deutscher Militär mit Interesse am Orient) genannt.

## Tagungen und Vorträge
Die D.A.G. versammelte sich von 1927 bis 1938 einmal im Jahr im Haus Doorn. Während der dreitägigen oder viertägigen Tagungen hielten die Mitglieder Vorträge füreinander, oft illustriert mit Lichtbildern. Es wurde diskutiert, im Garten spaziert und gemeinsam zu Abend gegessen. Die Treffen umfassten eine Vielzahl von Themen, die in den Vorträgen behandelt wurden:
| Datum                        | Name                           | Vortrag |
| ---------------------------- | ------------------------------ | --- |
| 14.–17. Juni 1927            | Leo Frobenius                  | Mythen als Ausdruck und Anwendung eines Lebensgefühls |
| 14.–17. Juni 1927            | Herman Lommel                  | Die Lehre des Zarathustra |
| 14.–17. Juni 1927            | Walter F. Otto                 | Götterwelt und Mythologie in der Ilias |
| 14.–17. Juni 1927            | Karl Reinhardt                 | Mythen bei Hesiod |
| 14.–17. Juni 1927            | Carel Willem Vollgraff         | Das Grab des Dionysos in Delphi |
| 14.–17. Juni 1927            | Leo Frobenius                  | Prähistorische Felsbilder Europas und Afrikas |
| 3.–5. Juni 1928              | Alfred Jeremias                | Neue Ausgrabungen in Ur |
| 3.–5. Juni 1928              | Herman Lommel                  | Altindische Mythologie |
| 3.–5. Juni 1928              | Hans Naumann                   | Altgermanische Mythologie |
| 3.–5. Juni 1928              | Walter F. Otto                 | Altrömische Mythologie |
| 3.–5. Juni 1928              | Wilhelm II.                    | Die Bedeutung des Seeverkehrs für die ältesten Kulturbeziehungen der Menschheit |
| 28.–30. Oktober 1929         | Alfred Jeremias                | Auf den Spuren keltischer Heiligtümer |
| 28.–30. Oktober 1929         | Hans Naumann                   | Die Götter Germaniens |
| 28.–30. Oktober 1929         | Hans Naumann                   | Kultur und Bildung in Amerika (nach Reiseeindrücken) |
| 10.–13. Oktober 1930         | Leo Frobenius                  | Meine indische Reise und ihre Ergebnisse |
| 10.–13. Oktober 1930         | Alfred Jeremias                | Die Einheit des Weltanschauungsgebäudes Westasiens |
| 10.–13. Oktober 1930         | Hans Naumann                   | Altgermanisches Lebensgefühl |
| 10.–13. Oktober 1930         | Walter F. Otto                 | Das Wesen des altgriechischen Tatsachensinnes |
| 10.–13. Oktober 1930         | Carel Willem Vollgraff         | Westasiatische Elemente in der kretisch-mykenischen Kultur |
| 24.–27. Oktober 1931         | Leo Frobenius                  | Die Entwicklung des Gorgo-Motivs |
| 24.–27. Oktober 1931         | Herman Lommel                  | Vedische Mythologie und parsische Religion |
| 24.–27. Oktober 1931         | Hans Naumann                   | Die Problematik steigender und sinkender Kulturgüter in der Völkerkunde |
| 24.–27. Oktober 1931         | Carel Willem Vollgraff         | Die Beziehungen zwischen protoelamitischer Kultur und geometrischem Stil |
| 27.–31. Oktober 1932         | Leo Frobenius                  | Expeditionsbericht |
| 27.–31. Oktober 1932         | Franz Böhl                     | Soziale Struktur und Gedankenwelt der sumerischen Oberschicht |
| 27.–31. Oktober 1932         | Hans Naumann                   | Vergleich der Motive in den germanischen und den griechischen Sagen |
| 27.–31. Oktober 1932         | Carel Willem Vollgraff         | Die Beziehungen zwischen Griechenland und dem Orient auf dem Gebiet der Kunst – mit näherem Eingehen auf die Sonnensymbole                                                                                                  |
| 27.–31. Oktober 1932         | Wilhelm II.                    | Das kulturmorphologische Arbeitsprinzip |
| 27.–30. Oktober 1933         | Hans Naumann                   | Symbolische Gegenstände und symbolische Handlungen im deutschen Mittelalter |
| 27.–30. Oktober 1933         | Walter F. Otto                 | Symbolische Handlungen bei Bestattungen |
| 27.–30. Oktober 1933         | Friedrich Sarre                | Feldzeichen im alten Orient |
| 27.–30. Oktober 1933         | Carel Willem Vollgraff         | Das Dreiblatt als religiöses oder magisches Symbol |
| 27.–30. Oktober 1933         | Wilhelm II.                    | Die chinesische Monade – ihre Geschichte und ihre Bedeutung |
| 26.–30. Oktober 1934         | Leo Frobenius                  | Die Weltgeschichte in zwölf Kartenbildern |
| 26.–30. Oktober 1934         | Franz Altheim                  | Das Wesen der etruskischen Frau als soziale Erscheinung |
| 26.–30. Oktober 1934         | Herman Lommel                  | Die Hochzeit des Soma |
| 26.–30. Oktober 1934         | Carel Willem Vollgraff         | Das Pferd im Totenglauben |
| 26.–30. Oktober 1934         | Wilhelm II.                    | Über den Ursprung der Gorgo |
| 26.–30. Oktober 1934         | Wilhelm II.                    | Vergleichende Zeittafeln der ältesten Geschichte Vorderasiens und Ägyptens |
| 27.–30. Oktober 1935         | Leo Frobenius                  | Feldwerk meines Lebens |
| 27.–30. Oktober 1935         | Franz Altheim                  | Das römische Königtum |
| 27.–30. Oktober 1935         | Adolf E. Jensen                | Die soziale Verfassung afrikanischer Völker vor dem Königtum, nach dem Beispiel von Abessinien, im besonderen die Altersstufen und Heiratsklassen der Konos und ihre z.T. noch aus der Mittelsteinzeit stammenden Gebräuche |
| 27.–30. Oktober 1935         | Hans Naumann                   | Germanische Symbolik – insbesondere Bausymbolik und die Irminsul |
| 27.–30. Oktober 1935         | Walter F. Otto                 | Die Götter Roms und die römische Geistigkeit im Vergleich zur griechischen |
| 27.–30. Oktober 1935         | Karl Reinhardt                 | Das Verhältnis der olympischen zur vorolympischen Götterwelt |
| 27.–30. Oktober 1935         | Friedrich Sarre                | Die Tradition in der iranischen Kunst |
| 27.–30. Oktober 1935         | Wilhelm II.                    | Der Gorgotempel von Korfu im Licht ältester Bausymbolik |
| 29. Oktober-1. November 1936 | Leo Frobenius                  | Erforschung Afrikas – unter Betonung der vorherrschenden und im Stil zum Ausdruck kommenden deutschen Geistigkeit |
| 29. Oktober-1. November 1936 | Franz Altheim                  | Die älteste Staats- und Gesellschaftordnung in Rom und ltalien |
| 29. Oktober-1. November 1936 | Franz Böhl                     | Das ägyptische und das israelitische Königtum |
| 29. Oktober-1. November 1936 | Herman Lommel                  | Das Königsritual bei den indischen Ariern |
| 29. Oktober-1. November 1936 | Karl Kerényi                   | Korfu und die Odyssee |
| 29. Oktober-1. November 1936 | Hans Naumann                   | Das altgermanische Königtum |
| 29. Oktober-1. November 1936 | Walter F. Otto                 | Der römische Majestätsbegriff |
| 29. Oktober-1. November 1936 | Karl Reinhardt                 | Vergleich des griechischen mit dem römischen Königtum |
| 29. Oktober-1. November 1936 | Carel Willem Vollgraff         | Das Königtum in Griechenland und Makedonien |
| 29. Oktober-1. November 1936 | Wilhelm II.                    | Das älteste Königtum bei den Mesopotamiern |
| 28.–31. Oktober 1937         | Leo Frobenius                  | Geschichte des menschlichen Geistes |
| 28.–31. Oktober 1937         | Robert Frhr. von Heine-Geldern | Kultbauten in Südostasien |
| 28.–31. Oktober 1937         | Adolf E. Jensen                | Bericht über indonesische Expedition |
| 28.–31. Oktober 1937         | Karl Kerényi                   | Die Gelehrten |
| 28.–31. Oktober 1937         | Herman Lommel                  | Der vorzoroastrische Gott Soma |
| 28.–31. Oktober 1937         | Hans Rhotert                   | Die Steinzeit Nordafrikas |
| 28.–31. Oktober 1937         | Wilhelm II.                    | Geschichte und Ziele der D.A.G. |
| 26.–30. Oktober 1938         | Franz Böhl                     | Himmelfahrt und Höllenfahrt im alten Orient |
| 26.–30. Oktober 1938         | Karl Kerényi                   | Die Geburt der Helena – Wandlungen eines kosmischen Symbols |
| 26.–30. Oktober 1938         | Herman Lommel                  | Die Verwünschung als Rechtsform |
| 26.–30. Oktober 1938         | Hans Naumann                   | Veleda und die Nymphe Egeria |
| 26.–30. Oktober 1938         | Walter F. Otto                 | Vorgeschichtliche Sonnengötter in Italien und Griechenland |
| 26.–30. Oktober 1938         | Karl Reinhardt                 | Kosmische Gottheiten in vorgriechischer Zeit |
| 26.–30. Oktober 1938         | Carel Willem Vollgraff         | Das Kreuz als Symbol |
| 26.–30. Oktober 1938         | Wilhelm II.                    | Ursprung und Anwendung des Baldachins |

Fotografien von verschiedenen D.A.G.-Tagungen, darunter ein Fotoalbum mit dem Titel „Jubiläumssitzung der D.A.G. 1937“, sind in der Fotosammlung des Hauses Doorn vorhanden.